# 10 Gigabit Ethernet

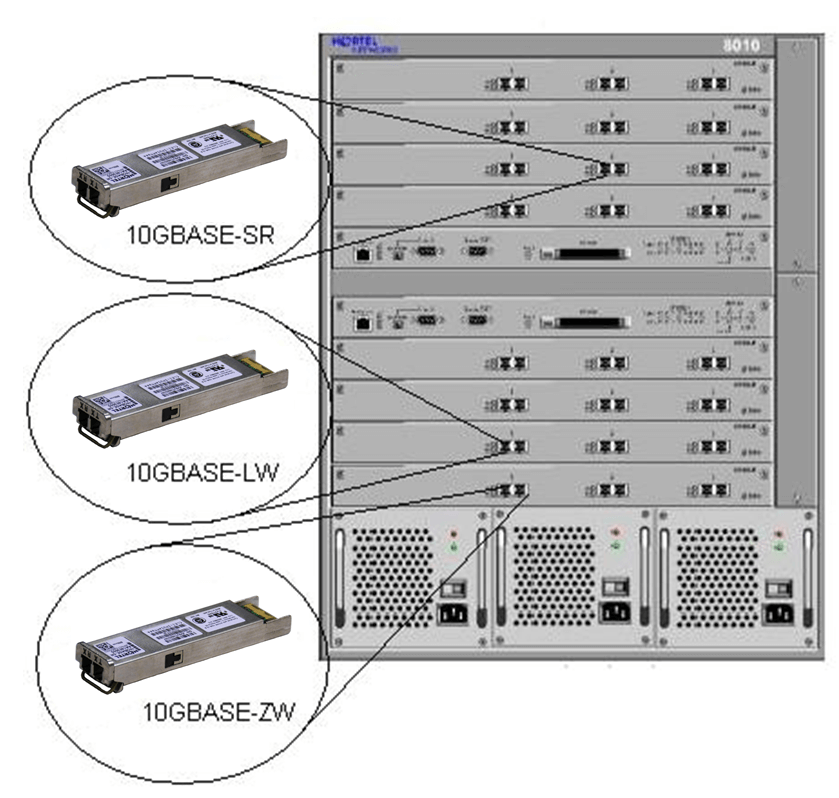
Router ports 10 Gigabit Ethernet i tres tipus físics mòdul de capa

10 Gigabit Ethernet (10GE, 10GbE o 10 GigE) és un grup de tecnologies de xarxes informàtiques per transmetre trames Ethernet a una velocitat de 10 gigabits per segon. Va ser definit per primera vegada per l'estàndard IEEE 802.3ae-2002. A diferència dels estàndards Ethernet anteriors, 10 Gigabit Ethernet defineixen només enllaços punt a punt full-duplex que generalment estan connectats mitjançant commutadors de xarxa ; L'operació CSMA/CD de mitjà compartit no s'ha transferit dels estàndards Ethernet de les generacions anteriors, de manera que l'operació semidúplex i els concentradors repetidors no existeixen a 10 GbE.
L'estàndard Ethernet de 10 Gigabits inclou una sèrie d'estàndards de capa física (PHY) diferents. Un dispositiu de xarxa, com ara un commutador o un controlador d'interfície de xarxa, pot tenir diferents tipus de PHY mitjançant mòduls PHY connectables, com els basats en SFP+. Igual que les versions anteriors d'Ethernet, 10GbE pot utilitzar cablejat de coure o fibra. La distància màxima sobre el cable de coure és de 100 metres, però a causa dels seus requisits d'amplada de banda, calen cables de qualitat superior. 
L'adopció de 10 Gigabit Ethernet ha estat més gradual que les revisions anteriors d'Ethernet : el 2007, es van enviar un milió de ports 10GbE, el 2009 es van enviar dos milions de ports i el 2010 es van enviar més de tres milions de ports, amb uns nou milions de ports estimats el 2011. A 2012, tot i que el preu per gigabit d'ample de banda per a 10 Gigabit Ethernet era d'aproximadament un terç en comparació amb Gigabit Ethernet, el preu per port de 10 Gigabit Ethernet encara dificultava una adopció més generalitzada.

## Normes
- 10GBASE-SR (short range, curt abast). Dissenyada per funcionar en distàncies curtes sobre cablejat de fibra òptica multimode, permet una distància entre 26 i 82 m depenent del tipus de cable. També admet una distància de 300 m sobre una nova fibra òptica multimode de 2000 MHz/km (usant longitud d'ona de 850nm).
- 10GBASE-CX4. Interfície de coure que utilitza cables InfiniBand CX4 i connectors InfiniBand 4x per a aplicacions de curt abast (màxim 15 m), com ara connectar un commutador a un encaminador. És la interfície de menor cost, però també el de menor abast. 2.5 Gbps per cada cable.
- 10GBASE-LX4. Usa multiplexió per divisió de longitud d'ona per a distàncies entre 240 mi 300 m sobre fibra òptica multimode. També admet fins a 10 km sobre fibra monomode. Usa longituds d'ona al voltant dels 1310 nm.
- 10GBASE-LR (long range, llarg abast). Aquest estàndard permet distàncies de fins a 10 km sobre fibra monomode (usant 1310nm).
- 10GBASE-ER (esteneu range, abast estès). Aquest estàndard permet distàncies de fins a 40 km sobre fibra monomode (usant 1550nm). Recentment diversos fabricants han introduït interfícies endollables de fins a 80-km.
- 10GBASE-LRM. http://www.ieee802.org/3/aq/, 10 Gbit/s sobre cable de FDDI- de 62.5 µm.
- 10GBASE-SW, 10GBASE-LW i 10GBASE-EW. Aquestes varietats usen el WAN PHY, dissenyat per interoperar amb equips OC-192/STM-64 SONET/SDH usant una trama lleugera SDH/SONET. Es corresponen al nivell físic amb 10GBASE-SR, 10GBASE-LR i 10GBASE-ER respectivament, i per això usen els mateixos tipus de fibra i permeten les mateixes distàncies. No hi ha un estàndard WAN PHY que correspongui al 10GBASE-LX4.
- 10GBASE-T (802.3an - 2007)
  - UTP-6 o UTP-7.
  - Distància < 100 m
  - PAM-16.